# Manfred Hausmann
Manfred Hausmann (Kassel, 10 settembre 1898 – Brema, 6 agosto 1986) è stato uno scrittore, poeta e drammaturgo tedesco.

## Biografia
Nacque in una agiata famiglia tedesca di imprenditori.
Il suo percorso di studi incluse la frequenza del liceo locale e dopo la prima guerra mondiale dell'Università di Gottinga e di Monaco, nella facoltà di letteratura tedesca, di filosofia e di storia dell'arte. Si dimostrò uno studioso erudita e versatile, tanto che nei primi anni venti del Novecento si appassionò alla matematica e nel 1924 ottenne la laurea.
Quando era ancora studente diventò membro del movimento naturista Wandervogel.
Durante la sua carriera letteraria compose liriche, prose, ballate, canzoni, drammi religiosi, opere teatrali, articoli giornalistici, saggi religiosi e sermoni.
Inoltre tradusse  e riadattò svariate opere dalla letteratura greca, da quella cinese e da quella giapponese.
Nel 1968 divenne predicatore della Chiesa evangelica di Brema, per conto della quale scrisse libri di grande diffusione.
I suoi esordi li dedicò alla collaborazione con le testate politiche-economiche e alla pubblicazione del suo primo romanzo, intitolato Lampioon küßt Mädchen und kleine Birken ("Lampioon bacia ragazze e giovani betulle", 1928), che riscosse un ottimo consenso di critica e di pubblico.
Agli inizi degli anni trenta, grazie alle letture delle opere di Karl Barth, di Kierkegaard e di Dostoevskij Hausmann si avvicinò alla fede cristiana, allontanandosi dal Romanticismo.
Partecipò solo per un breve periodo alla seconda guerra mondiale a causa delle sue non ottimali condizioni di salute.
Piuttosto controversa la questione se Hausmann aderì o meno al nazismo: secondo l'autorevole giornalista tedesco Arn Strohmeyer, che al riguardo scrisse il libro Der Mitläufer - Manfred Hausmann und der Nationalsozialismus , la posizione dello scrittore fu ambivalente e complicata da definire con certezza assoluta (p. 88).
Nel secondo dopoguerra aderì al Partito Socialdemocratico di Germania (SPD) e si trasferì a Brema per lavorare presso una casa editrice fino alla sua morte, avvenuta all'età di ottantasette anni, a causa di un infarto.
I suoi lavori si caratterizzarono per diffusi, omogenei ed efficaci elementi di sonorità armoniosa, oltreché per intense manifestazioni di stima nei confronti delle nuove generazioni e dei loro ideali.
Tra le sue poesie, meritano una citazione Jahre des Lebens ("Anni della vita", 1938), Alte Mjusik ("Vecchia musica", 1941); le sue prose più significative risultarono Lampioon küßt Mädchen und kleine Birken ("Lampioon bacia ragazze e giovani betulle", 1928), Abel mit der Mundharmonika ("Abele e l'organino", 1932), per la quale ricevette i complimenti di Hermann Hesse; la ballata più importante fu Lilofee (1936); i suoi drammi più emblematici si dimostrarono Der dunkle Reigen ("L'oscuro girotondo", 1951), Aufruhr in der Marktkirche ("Sommossa nella chiesa del mercato", 1957), intrisi di atmosfere da leggenda e da favola.
Fu pregevole anche la sua rielaborazione del Cantico dei cantici di Salomone.
In questi scritti Hausmann evidenziò sia la sua profonda conversione al Cristianesimo sia gli inviti a seguire un cammino di rinunce, di sacrifici e di ricerca spirituale.
I critici lo paragonarono al'esordiente Hamsun, e al primo Hesse.

## Premi e riconoscimenti
- 1955 Literaturpreis der Stadt Soest (Premio letterario della città di Soest).
- 1958 Kogge-Ehrenring (Premio editoriale d'onore).
- 1959 Großes Bundesverdienstkreuz (Croce al merito).
- 1963 Bremer Medaille für Kunst und Wissenschaft (Medaglia Bremer per l'Arte e Scienza).
- 1970 Konrad-Adenauer-Preis der Deutschland-Stiftung (premio della Fondazione Adenauer).
- 1973 Humboldt-Plakette (Distintivo Humboldt).
- Dal 1950 al 1955 membro dell'Accademia tedesca per la lingua e la letteratura.[1]

## Opere (selezione)
- Kunstdichtung und Volksdichtung im deutschen Soldatenlied 1914–18, saggio, Monaco, 1922.
- Die Frühlingsfeier, novella, Brema, 1924.
- Orgelkaporgel, storie, Brema, 1925.
- Alt-Hollands Bürgerbauten, introduzione, 1926.
- Die Verirrten, novella, Lipsia 1927.
- Marienkind, leggenda, Berlino, 1927.
- Lampioon küßt Mädchen und kleine Birken, romanzo, 1928.
- Gärten von Fr. Gildemeister, 1928.
- Lilofee, ballata drammatica, 1929.
- Salut gen Himmel, romanzo, 1929.
- Kleine Liebe zu Amerika, 1930.
- Abel mit der Mundharmonika, romanzo, Berlino, 1932.
- Die Föhre, Berlino, 1933.
- Ontje Arps, storie, Berlino, 1934.
- Lilofee, ballata drammatica, Neubearbeitung, 1936.
- Die Begegnung, storie, Lipsia, 1936.
- Abschied von der Jugend, romanzo, Brema, 1937.
- Demeter, storie, Berlino, 1937.
- Jahre des Lebens, poesie, Berlino, 1938.
- Mond hinter Wolken, storie, Eisenach, 1938.
- Einer muß wachen, 1939.
- Geliebtes Bremen, confessioni, Berlino, 1939.
- Geheimnis einer Landschaft – Worpswede, saggio, Berlino, 1940.
- Quartier bei Magelone: Aus den Papieren des Oberleutnants Skram, Berlino, 1941.
- Alte Musik, poesie, Berlino, 1942.
- Das Worpsweder Hirtenspiel, Göttingen, 1946.
- Füreinander, poesie, Berlino, 1946.
- Vorspiel, Berlino, 1947.
- Von der dreifachen Natur des Buches, Monaco, 1948.
- Die Gedichte, poesie, 1949.
- Das Erwachen, 1949.
- Martin, racconti, 1949.
- Einer muß wachen. Betrachtungen. Briefe. Gedanken. Reden, 1950.
- Der dunkle Reigen, romanzo, Francoforte, 1951.
- Liebe, Tod und Vollmondnächte, poesie, 1951.
- Der Überfall, raccolta di storie, 1952.
- Isabel, romanzo, Gütersloh, 1953.
- Liebende leben von der Vergebung, romanzo, Francoforte, 1953.
- Die Begegnung, autobiografia, Stoccarda, 1953.
- Hafenbar, commedia, Monaco, 1954.
- Hinter dem Perlenvorhang, traduzione poesie cinesi, 1954.
- Der Fischbecker Wandteppich, leggenda, Francoforte, 1955.
- Walt Disney: Die Wüste lebt, sceneggiatura, 1955.
- Bremen. Gesicht einer Hansestadt, 1955.
- Die Entscheidung, saggio, Francoforte, 1955.
- Was dir nicht angehört, storie, Francoforte, 1956.
- Trost im Trostlosen, discorso commemorativo sulla guerra, Francoforte, 1956.
- Andreas. Geschichten um Martins Vater, Gütersloh, 1957.
- Aufruhr in der Marktkirche, Francoforte, 1957.
- Der beste Fahrer von Edinburgh, racconto umoristico,  Parigi, 1958.
- Das Lied der Lieder, das man dem König Salomo zuschreibt, 1958.
- Die Zauberin von Buxtehude, Francoforte, 1959.
- Tröstliche Zeichen, saggio, Francoforte, 1959.
- Propheten, Apostel, Evangelisten, saggio, 1959.
- Irrsal der Liebe, poesie, Francoforte, 1960.
- Spiegel des Lebens, discorso in occasione del sessantesimo anniversario della Federcalcio tedesca, Francoforte, 1960.
- Ruf der Regenpfeifer, traduzione poesie giapponesi, 1961.
- Heute noch, storie, Amburg, 1962.
- Die Bremer Stadtmusikanten, 1962.
- Kleiner Stern im dunklen Strom, romanzo, Francoforte, 1963.
- Stadt am Strom, 1963.
- Gelöstes Haar, traduzione poesie giapponesi, 1964.
- Zwei unter Millionen, Amburgo, 1964.
- Kassel, saggio, Hannover, 1964.
- Und wie Musik in der Nacht, 1965.
- Brüderliche Welt, saggio religioso. Neukirchen-Vluyn, 1965.
- Und es geschah, saggio religioso, Amburgo, 1965.
- Sternsagen, 1965.
- Eine Regennacht, 1965.
- Widerschein der Ewigkeit,  saggio religioso, Amburgo, 1966.
- Spiegel des Lebens Gedanken über das Fußballspiel, 1966.
- Heiliger Abend, Zurigo, 1967.
- Hinter den Dingen, saggio, Kassel, 1967.
- An die Eltern eines Konfirmanden, 1968.
- Kreise um eine Mitte, saggio, Neukirchen-Vluyn 1968.
- Unvernunft zu Dritt, storie, 1968.
- Wort vom Wort, sermoni, Neukirchen-Vluyn, 1968.
- Gottes Ja, sermoni, Neukirchen-Vluyn, 1969.
- Der golddurchwirkte Schleier, poesie, Francoforte, 1969.
- Keiner weiß die Stunde, storie, 1970.
- Das abgründige Geheimnis, sermoni, 1972.
- Vergebung, 1972.
- Wenn dieses alles Faulheit ist., 1972.
- Kleine Begegnungen mit großen Leuten, Neukirchen-Vluyn, 1973.
- Der Mensch in der Begegnung mit der Bibel, 1973.
- Die Nacht der Nächte, 1973.
- Zwei mal zwei im Warenhaus, narrativa per l'infanzia, Francoforte, 1973.
- Jahre des Lebens, 1974.
- Im Spiegel der Erinnerung, Neukirchen-Vluyn, 1974.
- Die Nienburger Revolution, Nienburg, 1975.
- Nüchternheit, sermoni, Neukirchen-Vluyn, 1975.
- Der Mensch vor Gottes Angesicht, Neukirchen-Vluyn, 1976.
- Bis nördlich von Jan Mayen. storie, Neukirchen-Vluyn, 1978.
- Andreas, Viola und der neue Stern, romanzo, Gütersloh, 1975.
- Unvernunft zu dritt, storia, Neukirchen-Vluyn, 1977.
- Welt aus Licht und Eis, Neukirchen-Vluyn, 1979.
- Vom Reichtum des Lebens, saggio, Basilea, 1979.
- Gottes Nähe, sermoni, Neukirchen-Vluyn, 1981.
- Der Hüttenfuchs, storie, Francoforte, 1983.
- Das Unerwartete. Städte und Landschaften 1988.
- Worpsweder Kalenderblätter, 1990.

## Libretti per opere musicali
- Frühling Brautlied Angst (1965).
- Und nicht in Klagen enden... (1970).
- Vier Lieder für Sopran und Klavier (1982).